# كشف الحواف

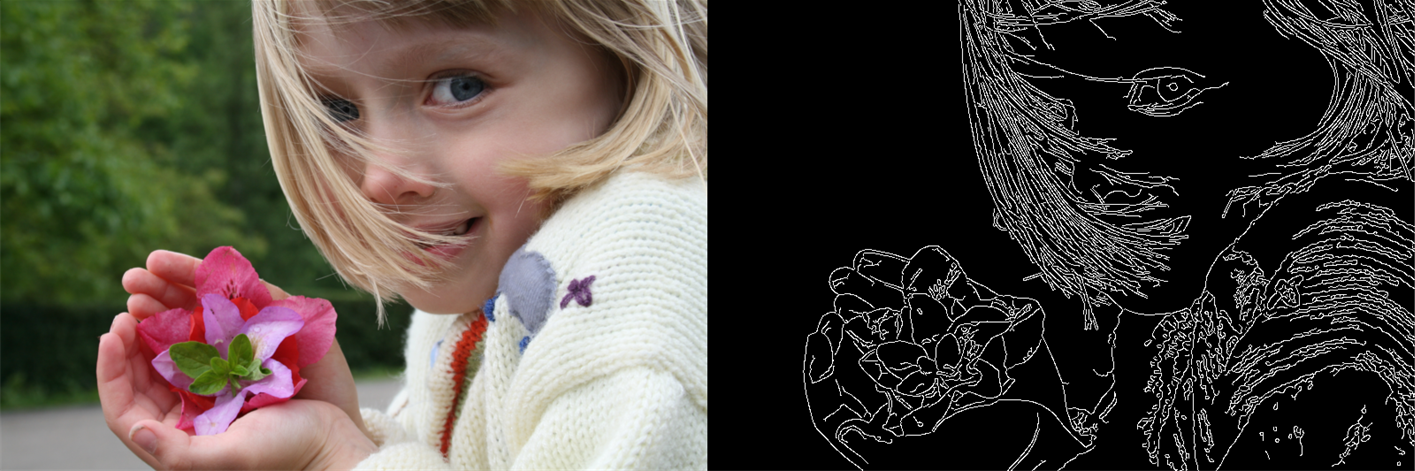
تطبيق كشف الحواف على صورة

يتضمن كشف الحواف طرق رياضية متنوعة تساعد في تعريف نقط في الصورة الرقمية التي عندها تتغير إضاءة الشاشة بشكل حاد أو الإضاءة متقطعة.
تُنظم نقط الصورة التي تغيرت عندها الإضاءة بشكل حاد في مجموعة من المنحنيات المقطعة تسمى بالحواف.
تُعرف مشكلة إيجاد الانقطاع في الإشارات في البعد الواحد بمصطلح الكشف الخطوي أو خطوة الكشف، ومشكلة إيجاد الإشارة المنقطعة خلال الزمن بمصطلح كشف التغير.
كشف الحواف هو أداة أساسية في معالجة الصورة والإبصار للآلات والإبصار الحاسوبي وجزئياً في كشف مميزات المناطق واستخراج الممميزات.